# Jim Hawkes
Pour les articles homonymes, voir Hawkes.
Frederick James Hawkes, dit Jim Hawkes, est un homme politique canadien né le 21 juin 1934 à Calgary et mort le 9 mai 2019.

## Biographie
Élu député de Calgary-Ouest à la Chambre des communes du Canada lors des élections de 1979, Jim Hawkes est réélu en 1980, 1984 et en 1988. En 1984, Stephen Harper a mené campagne pour lui alors qu'il était étudiant à l'Université de Calgary, et a ensuite été son assistant à Ottawa en 1985 et 1986. 
Il perd les élections de 1993 au profit de son ancien protégé, Stephen Harper, candidat du Parti réformiste.